# Landau + Kindelbacher
Landau + Kindelbacher ist ein deutsches Architekturbüro, das 1994 von Gerhard Landau und Ludwig Kindelbacher in München gegründet wurde. 2012 stand das Architekturbüro auf Platz 48 im Baunetz-Ranking.

## Partner
Gerhard Landau (* 1965) studierte Architektur an der Fachhochschule München und praktizierte bei Hopkins Architects Partnership LLP in London. 2004 wurde er in den Bund Deutscher Architekten und 2011 in den Bund Deutscher Innenarchitekten berufen.
Ludwig Kindelbacher (* 1965) studierte Innenarchitektur an der Fachhochschule Rosenheim und anschließend Architektur an der Fachhochschule München. Nach dem Studium arbeitete er bei Schmidt-Schicketanz und Partner. Kindelbacher ist Gründungsmitglied der Bundesstiftung Baukultur. 2004 wurde Ludwig Kindelbacher in den Bund Deutscher Architekten berufen.

## Bauwerke (Auswahl)

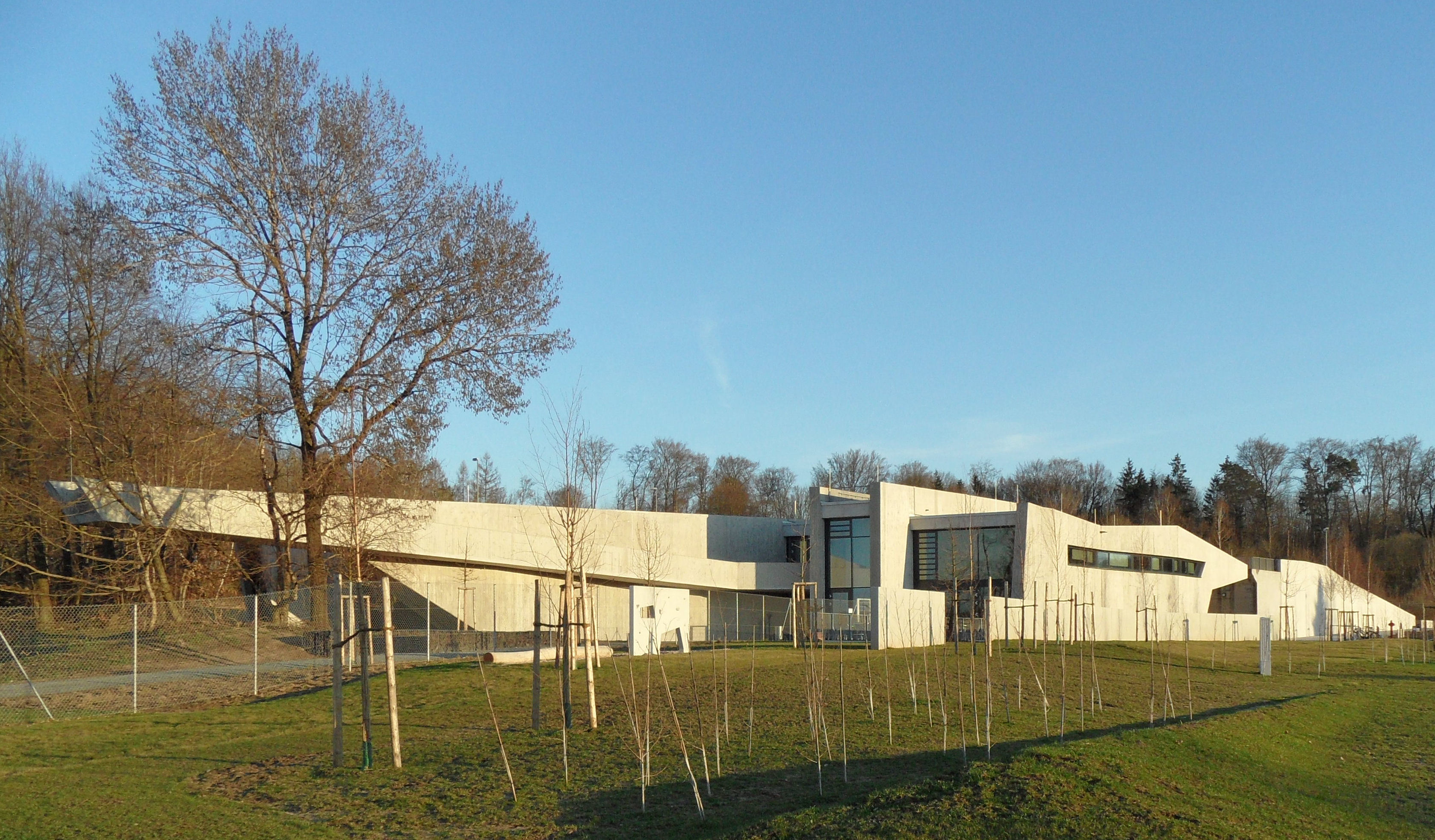
Besucherinformationszentrum Grube Messel

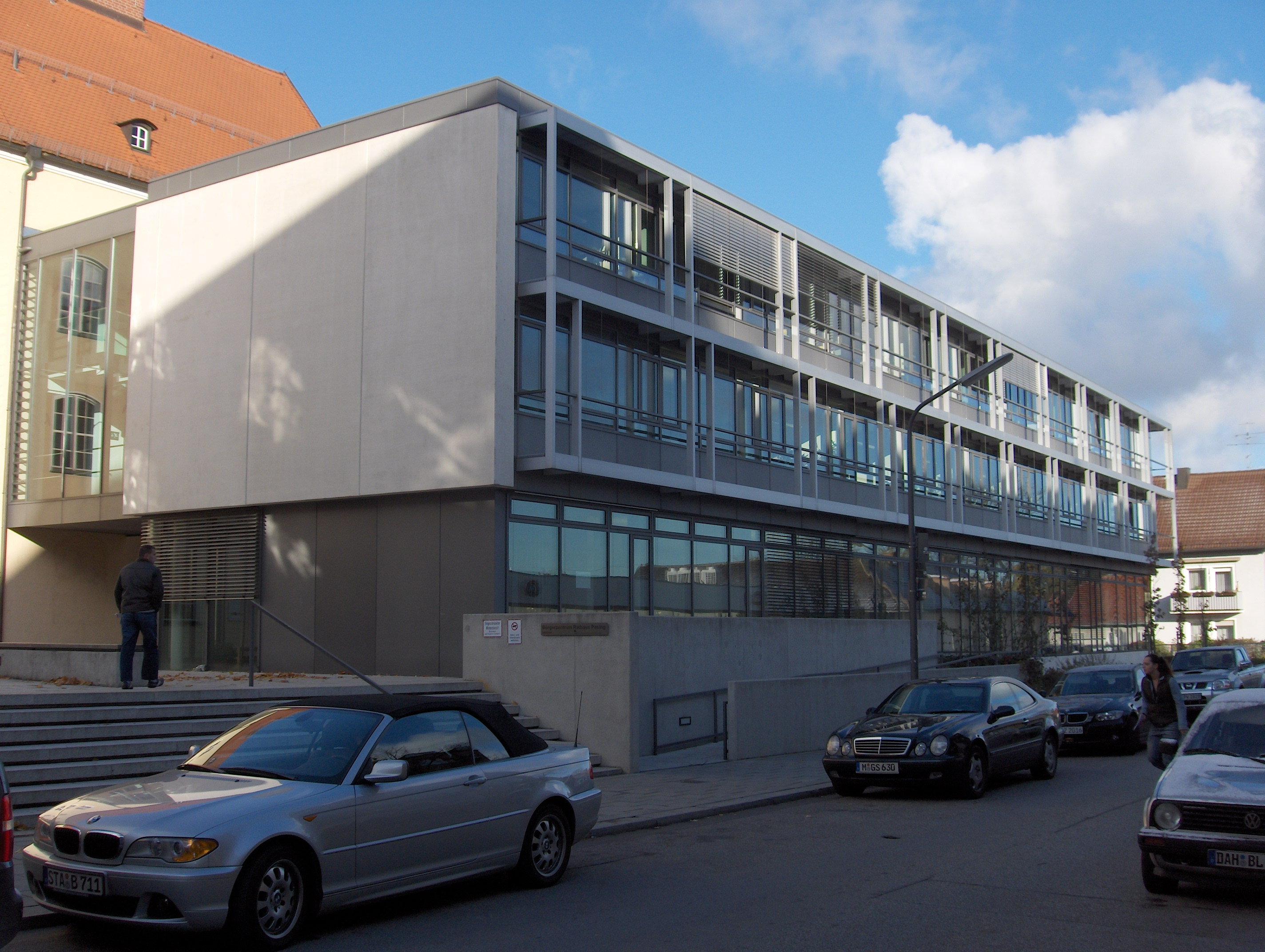
Bürgerzentrum Rathaus Pasing

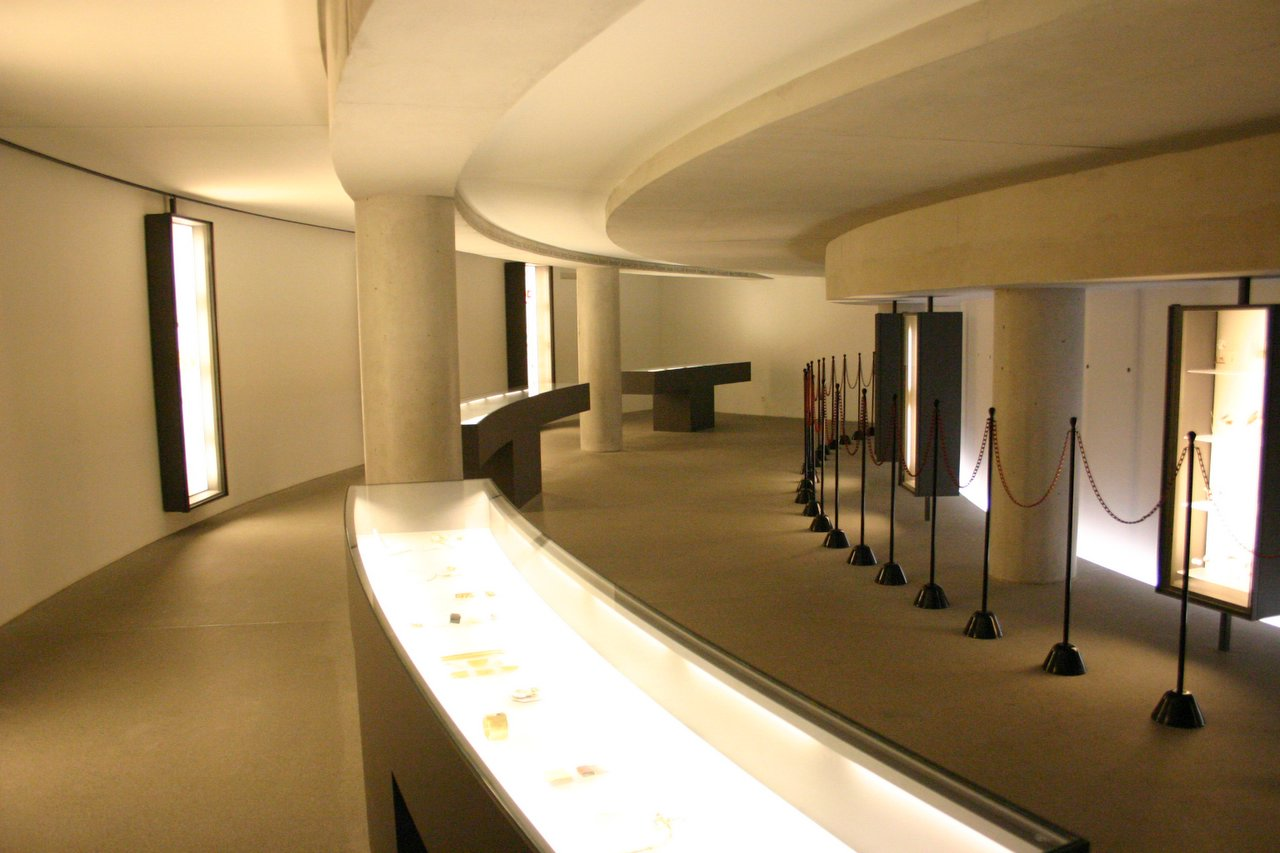
Danner-Rotunde - Pinakothek der Moderne, München

- Verwaltungs- und Produktionsgebäude Reviderm
- 2004: Danner-Rotunde - Pinakothek der Moderne, München
- 2005: Hauptverwaltung KangaRoos, Pirmasens
- 2006: Umbau und Erweiterung Bürgerzentrum Rathaus Pasing
- 2010: Besucherinformationszentrum Grube Messel
- 2019: Produktionsgebäude, Sauerlach[3]

## Auszeichnungen und Preise
- 1996: Förderpreis für Architektur der Landeshauptstadt München
- 1997: Deutscher Innenarchitekturpreis für Zahnarztpraxis Dr. Hermann, Kreuznach[4]
- 2001: Architekturpreis Ziegelforum für Sozialpädagogische Wohnheim, Holzolling
- 2008: Deutscher Innenarchitekturpreis für Hauptverwaltung KangaROOS, Pirmasens[5][6]
- 2010: Fassadenpreis der Landeshauptstadt München
- 2010: Auszeichnung – Vorbildliche Bauten im Land Hessen für Besucherinformationszentrum Grube Messel
- 2011: Nominierung – Mies van der Rohe Preis für Besucherinformationszentrum Grube Messel[7]
- 2011: Auszeichnung – Best Architects 12
- 2020: German Design Award für Verwaltungs- und Produktionsgebäude Reviderm[8] und Wohnanlage Trogerstraße München[9]
- 2021: Auszeichnung – Materialpreis für Object Carpet für h&z Unternehmensberatung, München

## Publikationen
- Gerhard Landau und Ludwig Kindelbacher: Praxis des Innenausbaus. In: Christian Schittich (Hrsg.): Innenräume. Raum. Licht. Material. Basel u. a. Birkhäuser, 2002 (S. 31–43)

## Bücher
- Concrete Architecture & Design Verlagshaus Braun, ISBN 978-3-03768-107-7
- Andrew Martin: Interior Design Review Vol 23. Verlag teNeues, ISBN 978-3-96171-205-2